# Pont de l’Alma
Pont de l’Alma – most na Sekwanie w Paryżu.

## Charakterystyka
Łączy prawobrzeżną 16. z lewobrzeżną 7. dzielnicą Paryża. Jego nazwa pochodzi od bitwy nad Almą stoczonej podczas wojny krymskiej. Most został wzniesiony w latach 1854–1856 pod kierownictwem inżyniera Charles’a-Marie Gariela i zainaugurowany 12 kwietnia 1856 przez Napoleona III. Był to oparty na trzech filarach most łukowy, ozdobiony czterema wizerunkami żołnierzy wojny krymskiej – artylerzysty, grenadiera, piechura oraz żuawa. Najbardziej znana była ostatnia figura, która stała się nieformalnym wskaźnikiem zmian poziomu wody w Sekwanie. W momencie, gdy rzeka sięgała do stop żuawa, zatrzymywany był ruch barek na Sekwanie, zaś jej wzniesienie się do poziomu kolan oznaczało alarm powodziowy. Podczas rekordowego przyboru wód w 1910 poziom rzeki sięgał ramion żuawa. Modelem tej figury był autentyczny uczestnik wojny krymskiej, żołnierz André Louis Gody.
W latach 1970–1974 stary most rozebrano z powodu zarówno osunięcia, jak i zbyt małej szerokości utrudniającej ruch uliczny. Wówczas usunięto z niego trzy rzeźby, które umieszczono w Lasku Vincennes (piechur), miasteczku La Fère (artylerzysta), w Dijon (grenadier). Nowy most opiera się tylko na jednym filarze, na którym usytuowano powiększoną kopię figury żuawa, nie spełniającą już jednak funkcji pomiarowych (przeniesionych na Pont de Grenelle). Kamienny żuaw jest bohaterem piosenki Serge’a Reggianiego Le zouave du Pont de l’Alma.
Niedaleko Pont de l’Alma zginął w 1993 potrącony przez samochód poeta Jacek Bierezin. W 1997 roku w tunelu drogowym przebiegającym wzdłuż Sekwany i znajdującym się pod wjazdem na most Almy zginęła księżna Diana Spencer. Nad tunelem, przy prawobrzeżnym wjeździe na most (w 16. dzielnicy), umieszczona jest rzeźba Płomień Wolności, nazywana nieoficjalnym pomnikiem księżnej Diany. Miejsce jest oficjalnie nazywane Place Diana.
W 2016 przy lewobrzeżnym wjeździe na most Alma otwarto prawosławną Katedrę Świętej Trójcy, wraz z centrum kultury rosyjskiej.